# Pavetta arabica
Pavetta arabica är en måreväxtart som beskrevs av Cornelis Eliza Bertus Bremekamp. Pavetta arabica ingår i släktet Pavetta och familjen måreväxter. Inga underarter finns listade i Catalogue of Life.